# Часовенна
Часо́венна (рос. Часовенная, марій. Кӱсола) — присілок у складі Волзького району Марій Ел, Росія. Входить до складу Помарського сільського поселення.

## Населення
Населення — 1125 осіб (2010; 1160 у 2002).
Національний склад (станом на 2002 рік):
- марі — 77 %